# Yohei Iwasaki
Yohei Iwasaki (岩﨑 陽平 Iwasaki Yōhei?, nacido el 24 de marzo de 1987 en Tsu, Mie) es un futbolista japonés que se desempeñaba como defensa.

## Trayectoria

### Clubes
| Club                          | País      | Año         |
| ----------------------------- | --------- | ----------- |
| Camboriú                      | Brasil    | 2008        |
| Paranavaí                     | Brasil    | 2009        |
| Serrano Centro-Sul            | Brasil    | 2009        |
| Pato Branco                   | Brasil    | 2009        |
| Paraná Clube                  | Brasil    | 2010        |
| Albirex Niigata               | Japón     | 2010 - 2011 |
| FC Ganju Iwate                | Japón     | 2012        |
| Independiente de Campo Grande | Paraguay  | 2012 - 2013 |
| Rangdajied United FC          | India     | 2013        |
| FC Gifu                       | Japón     | 2014        |
| T&C Sport Club                | Malasia   | 2015        |
| Green Gully SC                | Australia | 2016        |
| FK Kauno Žalgiris             | Lituania  | 2017        |
| Al Shabab Club                | Omán      | 2017        |

## Estadística de carrera

### J. League
| Club            | Año   | J. League | J. League | Copa J. League | Copa J. League | Total | Total |
| Club            | Año   | Part.     | Goles     | Part.          | Goles          | Part. | Goles |
| --------------- | ----- | --------- | --------- | -------------- | -------------- | ----- | ----- |
| Albirex Niigata | 2010  | 0         | 0         | 0              | 0              | 0     | 0     |
| Albirex Niigata | 2011  | 0         | 0         | 0              | 0              | 0     | 0     |
| FC Gifu         | 2014  | 2         | 0         | -              | -              | 2     | 0     |
| Total           | Total | 2         | 0         | 0              | 0              | 2     | 0     |